# Chính sách công
Chính sách công là hướng dẫn nguyên tắc cho hành động được thực hiện bởi các cơ quan hành pháp của nhà nước liên quan đến một nhóm các vấn đề, theo cách phù hợp với pháp luật và thiết chế xã hội. Gần đây đã có một phong trào sử dụng bằng chứng nhiều hơn trong các quyết định chính sách hướng dẫn. Những người ủng hộ chính sách dựa trên bằng chứng cho rằng bằng chứng khoa học chất lượng cao, thay vì truyền thống, trực giác hoặc hệ tư tưởng chính trị, nên hướng dẫn các quyết định về chính sách.

## Tổng quan
Nền tảng của chính sách công bao gồm các luật và quy định hiến pháp quốc gia. Các chất nền hơn nữa bao gồm cả các diễn giải và quy định tư pháp thường được pháp luật cho phép. Chính sách công được coi là mạnh mẽ khi giải quyết vấn đề hiệu quả và hiệu quả, phục vụ và hỗ trợ các thể chế và chính sách của chính phủ và khuyến khích sự tích cực của công dân.
Trong cuốn sách 'Giới thiệu nâng cao về chính sách công', B. Guy Peters định nghĩa chính sách công là "tập hợp các hoạt động mà chính phủ tham gia với mục đích thay đổi nền kinh tế và xã hội", nói một cách hiệu quả rằng chính sách công là luật được đưa vào nhằm mục đích mang lại lợi ích hoặc tác động đến cử tri theo một cách nào đó.
Các học giả khác định nghĩa chính sách công là một hệ thống "các khóa học hành động, biện pháp điều chỉnh, luật pháp và các ưu tiên tài trợ liên quan đến một chủ đề nhất định được ban hành bởi một thực thể chính phủ hoặc đại diện của nó."  Chính sách công thường được thể hiện trong "hiến pháp, hành vi lập pháp và quyết định tư pháp".
Chính sách công tập trung vào các quyết định tạo ra kết quả của một hệ thống chính trị, chẳng hạn như chính sách vận chuyển, quản lý dịch vụ y tế công cộng, quản lý trường học hệ thống và tổ chức lực lượng quốc phòng.
Ở Hoa Kỳ, khái niệm này không chỉ đề cập đến kết quả của các chính sách, mà còn mở rộng hơn, đó là việc ra quyết định và phân tích các quyết định của chính phủ. Là một ngành học, chính sách công được nghiên cứu bởi các giáo sư và sinh viên tại các trường chính sách công của các trường đại học lớn trong cả nước. Hiệp hội chuyên nghiệp Hoa Kỳ gồm các nhà thực hành chính sách công, nhà nghiên cứu, học giả và sinh viên là Hiệp hội phân tích và quản lý chính sách công.
Phần lớn chính sách công có liên quan đến việc đánh giá việc ra quyết định trong chính phủ và các cơ quan công quyền.

## Hành động và quy trình của chính phủ
Hoạch định chính sách công có thể được mô tả như một hệ thống năng động, phức tạp và tương tác, qua đó các vấn đề chung được xác định và đối phó bằng cách tạo ra chính sách công mới hoặc bằng cách cải cách chính sách công hiện có.
Chính sách công là những tuyên bố hoặc hành động hành chính của chính phủ phản ánh các quyết định, giá trị hoặc mục tiêu của các nhà hoạch định chính sách.
Các vấn đề công cộng có thể bắt nguồn từ vô tận cách thức và đòi hỏi các phản ứng chính sách khác nhau (như quy định, trợ cấp, hạn ngạch nhập khẩu và luật) ở cấp địa phương, quốc gia hoặc quốc tế.
Chính phủ nắm giữ độc quyền pháp lý để khởi xướng hoặc đe dọa bằng sức mạnh vật chất để đạt được mục đích của mình .
Hoạch định chính sách công là một quá trình liên tục có nhiều vòng phản hồi. Xác minh và đánh giá chương trình là rất cần thiết cho hoạt động của hệ thống này.
Các vấn đề công cộng ảnh hưởng đến việc hoạch định chính sách công có thể có tính chất kinh tế, xã hội hoặc chính trị.
Mỗi hệ thống bị ảnh hưởng bởi các vấn đề và vấn đề công cộng khác nhau, và có các bên liên quan khác nhau; do vậy, mỗi hệ thống sẽ yêu cầu chính sách công khác nhau.
Trong hoạch định chính sách công, nhiều cá nhân, tập đoàn, tổ chức phi lợi nhuận và các nhóm lợi ích cạnh tranh và hợp tác để tác động đến các nhà hoạch định chính sách hành động theo một cách riêng.
Nhóm tác nhân lớn trong quy trình chính sách công, như chính trị gia, công chức, vận động hành lang, chuyên gia tên miền, và đại diện của ngành hoặc ngành, sử dụng nhiều chiến thuật và công cụ để thúc đẩy mục tiêu của họ, bao gồm ủng hộ công khai vị trí của họ, cố gắng giáo dục những người ủng hộ và phản đối, và huy động các đồng minh để tập trung vào một vấn đề cụ thể.
Nhiều tác nhân có thể quan trọng trong quy trình chính sách công, nhưng cuối cùng các quan chức chính phủ chọn chính sách công để đáp ứng với vấn đề công cộng hoặc vấn đề trước mắt. Khi làm như vậy, các quan chức chính phủ dự kiến sẽ đáp ứng đạo đức của khu vực công và tính đến nhu cầu của tất cả các bên liên quan của dự án.